# Vila metharmeoides
Vila metharmeoides är en fjärilsart som beskrevs av Anton Heinrich Fassl 1922. Vila metharmeoides ingår i släktet Vila och familjen praktfjärilar. Inga underarter finns listade i Catalogue of Life.